# Загребин, Алексей Егорович
Алексе́й Его́рович Загре́бин (род. 5 июля 1972, г. Ижевск, Удмуртская АССР, РСФСР) — российский историк, этнолог, депутат Государственной Думы Федерального Собрания Российской Федерации VII созыва, член фракции Всероссийской политической партии «Единая Россия», член Комитета по образованию и науке. Профессор РАН, заслуженный деятель науки Удмуртской Республики.

## Биография
Алексей Егорович Загребин родился в Ижевске в 1972 году в семье советского и российского писателя, прозаика, драматурга, публициста Егора Егоровича Загребина.
В 1994 году с отличием окончил исторический факультет Удмуртского государственного университета (УдГУ) и поступил в аспирантуру там же (специальность 07.00.07 — «этнография, этнология, антропология»). Параллельно с учёбой в университете работал учителем изо и истории в средней школе № 49 г. Ижевска. После зачисления в аспирантуру был принят в качестве преподавателя-стажёра на исторический факультет УдГУ, с 1995 года — ассистент кафедры истории древнего мира.
В 1997 году защитил диссертацию на соискание учёной степени кандидата исторических наук на тему «Проблемы этнографии удмуртов в исследованиях финских учёных XIX — первой половины XX веков» (научный руководитель д.и.н., профессор В. Е. Владыкин). После защиты стал вести преподавательскую деятельность на кафедре этнологии и регионоведения исторического факультета УдГУ (с 1997 по 2004 год — ассистент, старший преподаватель, доцент). С 1997 по 2003 год — заместитель декана исторического факультета УдГУ по социальным вопросам.
В 2003 году окончил Институт права, социального управления и безопасности УдГУ по специальности «юриспруденция».
В 2004—2005 годах работал главным специалистом сектора высшего профессионального образования Министерства образования и науки Удмуртской Республики.
В 2005 году принят в Удмуртский институт истории, языка и литературы УрО РАН (УИИЯЛ УрО РАН) на должность заведующего отделом этнологии и социологии. С 2007 г. — заведующий отделом исторических исследований. В 2008 году избран директором УИИЯЛ УрО РАН.
В 2009 году защитил диссертацию на соискание учёной степени доктора исторических наук на тему «Этнографическое изучение финно-угорских народов России в XVIII — начале XX вв.».
С 2010 года — профессор и заведующий кафедрой этнологии и истории Удмуртии в УдГУ.
В 2013 году избран директором УИИЯЛ УрО РАН на новый срок.
29 февраля 2016 года региональный оргкомитет по проведению предварительного голосования «Единой России» зарегистрировал Алексея Егоровича Загребина в качестве кандидата по Удмуртскому одномандатному округу № 33 для последующего выдвижения от партии на выборы в Госдуму РФ. На состоявшемся предварительном внутрипартийном голосовании «Единой России» 22 мая 2016 г. А. Е. Загребин получил 45,36 % голосов.
На выборах 18 сентября 2016 года А. Е. Загребин был избран депутатом Государственной Думы Федерального Собрания Российской Федерации VII созыва от избирательного округа 0033, Удмуртский — Удмуртская Республика, получив 43,47 % голосов.
18 сентября 2016 г. — начало полномочий депутата Государственной Думы Федерального Собрания Российской Федерации VII созыва. Член фракции Всероссийской политической партии «Единая Россия», член Комитета по образованию и науке.
С 2016 по 2019 год, в течение исполнения полномочий депутата Государственной Думы VII созыва, выступил соавтором 59 законодательных инициатив и поправок к проектам федеральных законов.

## Научная и преподавательская деятельность
Область научных интересов А. Е. Загребина включает в себя историю этнографии финно-угорских народов, проблемы модернизации удмуртской культуры в XIX—XX вв., городскую этносоциологию, теорию и практику полевой этнографической работы.
Стажировался при кафедрах этнологии (1996 г.) и фольклористики (1999 г.) Хельсинкского университета. Прошёл стажировки при кафедре прикладных общественных исследований Манчестерского Метрополитэн университета и кафедре социальной политики Хельсинкского университета (2003—2005 гг.).
Загребиным А. Е.:
- исследованы идейные истоки, теоретико-методологические разработки и интеллектуальные основы этнографического изучения финно-угорских народов России;
- разработана концепция «эпохи — идеи — герои», в рамках которой рассмотрен научный феномен этнографии финно-угорских народов России;
- решены проблемы хронологии российского этнографического финно-угроведения, проанализированы ключевые проблемно-тематические сюжеты в истории финно-угроведения, показаны механизмы трансляции знания и факты преемственности научной традиции.

А. Е. Загребин более 20 лет ведёт преподавательскую деятельность в Удмуртском государственном университете, работая на всех уровнях системы ВПО. Как приглашённый лектор читает лекции в университетах Венгрии и Финляндии. Участвует в организации крупных научных форумов в России и других странах.
Алексей Егорович Загребин является инициатором создания и научным редактором журнала «Ежегодник финно-угорских исследований», ныне входящего в список изданий, рекомендованных ВАК РФ, и платформу RSCI. Состоит в редколлегиях ряда ведущих научных журналов, участвует в исследовательских проектах РНФ, РГНФ, Программы фундаментальных исследований Президиума РАН и УрО РАН, TEMPUS, EAP-Arcadia, IRSES. Является членом диссертационного совета ДМ 212.275.01 при ФГБОУ ВО «Удмуртский государственный университет».
В 2013 году избран членом Президиума Уральского отделения РАН, заместителем председателя объединённого учёного совета по гуманитарным наукам УрО РАН и заместителем председателя Президиума Удмуртского научного центра УрО РАН.

## Общественная деятельность
- С 2012 года — член Комиссии по канонизации святых Ижевской и Удмуртской епархии.
- С 2013 по 2016 год — член Общественной палаты Удмуртской Республики.
- Член коллегии Министерства культуры и туризма Удмуртской Республики, коллегии Комитета по делам архивов при Правительстве Удмуртской Республики.
- В 2015 году утверждён секретарём Общественного совета по развитию образования и науки при Главе Удмуртской Республики и членом комиссии по вопросам сохранения и развития культурного и языкового многообразия народов России Совета при Президенте Российской Федерации по межнациональным отношениям.
- Президент Ассоциации антропологов и этнологов России (2015—2017)
- Председатель РОО «Ассамблея народов Удмуртии».
- Член Международного комитета финно-угорских конгрессов.
- Почётный иностранный член Финно-Угорского общества (Финляндия).
- Почётный иностранный член Общества М. А. Кастрена (Финляндия).

## Основные работы
Автор более 200 научных и учебно-методических публикаций, среди них: 2 монографии, 3 коллективные монографии, 5 учебно-методических пособий, многочисленные статьи в научных журналах, индексируемых в системах Web of Science и Scopus.
Профиль А. Е. Загребина в РИНЦ
Монографии:
- Загребин А. Е. Финны об удмуртах. Финские исследователи этнографии удмуртов XIX — первой половины XX в. Ижевск: УИИЯЛ УрО РАН, 1999. — 193 с.
- Загребин А. Е. Финно-угорские этнографические исследования в России (XVIII — первая половина XIX в.). Ижевск: УИИЯЛ УрО РАН, 2006. — 324 с.

Публикации в рецензируемых научных журналах, рекомендованных ВАК РФ:
- Загребин А. Е. А. Шёгрен: в поисках финно-угорского Севера // Вестник Поморского университета. Серия: Гуманитарные и социальные науки. 2006. № 6. С. 97—101;
- Загребин А. Е. Ф. И. Страленберг и В. Н. Татищев у истоков этнографического изучения финно-угорских (уральских) народов // Уральский исторический вестник. 2006. № 13. С. 59—68;
- Загребин А. Е. К проблеме этнической идентификации народов Среднего Поволжья и Приуралья в трудах ученых XVIII—XIX вв. // Известия Самарского научного центра РАН. 2006. Спец. выпуск «Актуальные проблемы истории, археологии, этнографии». С. 27—31;
- Загребин А. Е. И. Г. Георги и первая сводная монография по этнографии народов России // Вопросы истории. 2007. № 6. С. 155—159;
- Загребин А. Е. Финно-угорские народы России в историографии XVIII — первой половины XIX в. // Отечественная история. 2007. № 5. С. 169—175;
- Загребин А. Е., Шарапов В. Э. К истории «Пермской экспедиции» У. Т. Сирелиуса // Этнографическое обозрение. 2008. № 1. С. 110—117;
- Загребин А. Е., Иванов А. А. Анкеты 1920-х гг.: из документального наследия Вятского института краеведения // Отечественные архивы. 2008. № 4. С. 76—83;
- Загребин А. Е. Этнографические материалы 1920—1930-х гг.: к проблеме источников по истории и культуре финно-угорских народов Среднего Поволжья и Приуралья // Известия Самарского научного центра РАН. 2009. Т. 11. № 6. С. 254—260;
- Загребин А. Е., Шарапов В. Э. Новые материалы об экспедиции В. П. Налимова в Удмуртию (1926 г.) // Вестник Поморского университета. Серия: Гуманитарные и социальные науки. 2010. № 6. С. 10—14;
- Загребин А. Е., Куликов К. И., Никитина Г. А. «В душе человека черта национальности коренится глубже всех прочих» // Наука. Общество. Человек. Вестник Уральского отделения РАН. 2011. № 1 (35). С. 51—61;
- Загребин А. Е., Шарапов В. Э. У. Т. Сирелиус и проблемы изучения культуры жизнеобеспечения финно-угорских народов России // Вестник Поморского университета. Серия: Гуманитарные и социальные науки. 2011. № 6. С. 22—28;
- Загребин А. Е., Юрпалов А. Ю. Из истории этнографического музееведения: Ижевский музей местного края (1920-е гг.) // Вестник Поморского университета. Серия: Гуманитарные и социальные науки. 2011. № 10. С. 4—9;
- Жеребцов И. Л., Загребин А. Е., Шарапов А. Ю., Юрпалов А. Ю. Этнографический музей и идентичность: к предыстории формирования музейных коллекций пермских народов (коми и удмуртов) // Известия Коми научного центра УрО РАН. 2012. Вып. 1 (9). С. 78—82;
- Загребин А. Е. Казань: общественные инициативы и этнография удмуртов в первые советские десятилетия // Ученые записки Казанского университета. 2012. Т. 154. Кн. 3. Серия: Гуманитарные науки. С. 69—75;
- Загребин А. Е., Чураков В. С. Вклад М. Т. Маркелова в изучение этнографии удмуртов // Вестник НИИ гуманитарных наук при Правительстве Республики Мордовия. 2012. № 3. С. 133—139;
- Загребин А. Е. Гуманитарный институт в национальном регионе: между этносом и кратосом // Научный ежегодник Института философии и права УрО РАН. 2012. Вып. 12. С. 398—402;
- Загребин А. Е. История и историки в России: диалоги с прошлым и настоящим // Наука. Общество. Человек. Вестник Уральского отделения РАН. 2013. № 1 (43). С. 19—23;
- Загребин А. Е. Уральское измерение финно-угорской этнографии // Уральский исторический вестник. 2013. № 2 (39). С. 16—24;
- Загребин А. Е. У. Т. Сирелиус и финно-угорская этнография // Уральский исторический вестник. 2013. № 4 (41). С. 145—153;
- Загребин А. Е. Удмуртский институт истории, языка и литературы УрО РАН // Вестник Пермского научного центра 11—12. 2013 № 4. С. 85—96. (недоступная ссылка)

Публикации в прочих российских рецензируемых научных журналах:
- Загребин А. Е. Интеллектуальные основы финно-угорских исследований в эпоху Просвещения // Вестник Удмуртского университета. Серия 5: История и филология. 2005. Вып. 7. С. 39—54.
- Загребин А. Е. Просветительство и национальный романтизм как две модели развития финно-угорской этнографии в России // Вестник Санкт-Петербургского университета. Сер. 2. 2007. Вып. 4. С. 231—239.
- Загребин А. Е. Интеллектуальные основы финно-угорских исследований в эпоху Позитивизма // Вестник Удмуртского университета. Серия 5: История и филология. 2009. Вып. 2. С. 58—70.
- Загребин А. Е., Иванов А. А. Штрихи к истории крестьянства Урало-Поволжья в первое пореволюционное десятилетие (По новым источникам из НОА УИИЯЛ УрО РАН) // Вестник Удмуртского университета. 2010. Серия 5: История и филология. Вып. 1. С. 46—56;
- Загребин А. Е. Этнографический текст и просветительский проект: авторские интерпретации // Ежегодник финно-угорских исследований. 2010. № 3. С. 85—94.
- Загребин А. Е. О языке этнографических текстов второй половины XVIII века (на примере описания финно-угорских народов России И. Г. Георги) // Ежегодник финно-угорских исследований. 2011. № 3. С. 62—75.
- Загребин А. Е. Слово об учителе (К 70-летию Владимира Емельяновича Владыкина) // Ежегодник финно-угорских исследований. 2013. № 1. С. 7—8.

Публикации в зарубежных научных журналах и сборниках статей:
- Zagrebin A. Reason against feelings, or the first pages in the history of Udmurt studies // Urálisztikai Tanulmányok. 2004. Vol. 14. P. 458—463;
- Zagrebin A. Г. Ф. Миллер и его «Описание трех языческих народов в Казанской губернии» // Hamburger Sibirische und Finno-Ugrische Materialien. 2005. Bd. 3. S. 92—104;
- Zagrebin A. Die Position des Autors in der «Nachricht von den Tscheremisien, Tschuwaschen und Wotiacken» // Hamburger Sibirische und Finno-Ugrische Materialien. 2005. Bd. 3. S. 105—110;
- Zagrebin A. Казань как центр финно-угорской этнографии // Studia Slavica Finlandensia. Tom. 22. 2005. S. 96—117;
- Zagrebin A. Some aspects of modernization in Udmurt rural society // Journal de la Société Finno-Ougrienne. 2006. Vol. 91. P. 139—146;
- Zagrebin A. The Scientist and Authority in the History of Finno-Ugric Research in Russia // Journal of Ethnology and Folkloristic. 2007. Vol. 1. № 1. P. 63—73;
- Zagrebin A. Вклад иностранных ученых в изучение пермских народов // Nyelvtudományi közlemények. 2009. Kt. 106. Ol. 352—361;
- Zagrebin A. Some aspects of modernization in Finno-Ugric local societies in Russia // Congressus XI Internationalis Fenno-Ugristaum. Pars IX. Opening and Closing of the Congress Comments on Plenary Papers. Piliscsaba, 2011. P. 92—95;
- Загребин А. Е., Куликов К. И. Советское финно-угроведение 1920-х — начала 1930-х гг.: первые действия и противодействия // Проникновение и применение дискурса национального в России и СССР в конце XVIII — первой половине XX вв. / Ред. И. Яатс, Э. Таммиксаар. Тарту, 2011. С. 149—163.
- Zagrebin A. The Ethnography of Udmurts and Finno-Ugric Ethnology // Obi-ugor és szamojéd kutátasok, magyar őstörténet. Hajdú Péter és Schmidt Éva emlékkonferecia. Pécs, 2013. P. 272—281.

Сборники документов:
- Революция для всех. Анкеты Вятского научно-исследовательского института краеведения «Влияние революции на быт нацмен» (1924—1927 гг.) / Сост., науч. ред., введ. и коммент.: А. Е. Загребина и А. А. Иванова. Ижевск-Йошкар-Ола: УИИЯЛ УрО РАН; МарГУ, 2008. — 500 с.

Учебно-методические пособия:
- Загребин А. Е. Полевая этнография: история — теория — практика. Ижевск: Изд-во УдГУ, 2003. — 105 с.
- Загребин А. Е., Черниенко Д. А. Ученые-краеведы Удмуртии. Историко-биографические очерки. Ижевск: Изд-во ИПК и ПРО УР, 2007. — 138 с.

## Награды и звания
- Грамота Государственного Совета Удмуртской Республики,
- Благодарность Главы Удмуртской Республики,
- Почетная грамота Уральского отделения РАН,
- Лауреат Государственной премии Удмуртской Республики,
- Почётное учёное звание «Профессор РАН»[6],
- Золотой крест почёта Венгрии.